# Calamodes bejaranaria
Calamodes bejaranaria är en fjärilsart som beskrevs av Fernandez 1931. Calamodes bejaranaria ingår i släktet Calamodes och familjen mätare. Inga underarter finns listade i Catalogue of Life.